# ایستگاه قطار شهری آزادی
ایستگاه قطار شهری آزادی یکی از ایستگاه‌های خط ۱ قطار شهری مشهد است که در میدان آزادی، ابتدای بلوار ملک آباد قرار دارد.
از این ایستگاه ۳ خط اتوبوس‌رانی مشهد و حومه می‌گذرد.